# Carine Bonnefoy
Carine Bonnefoy (Tolone, 17 aprile 1974) è una pianista, direttore d'orchestra e compositore francese.

## Biografia
Carine Bonnefoy iniziò a studiare pianoforte all'età di sette anni presso la scuola cantonale di musica e danza di Solliès-Toucas nel Var sotto l'insegnamento di Yvan Belmondo e Élisabeth Couette; studiando poi sassofono a 13 anni con Lionel Belmondo .

### Studi e insegnamento
Nel 1992, Carine si trasferì a Parigi e proseguì gli studi all'università Parigi-Sorbona in musicologia e lettere moderne, continuando poi al Conservatorio Nazionale di Musica e Danza di Parigi dal 1995 al 1998, dove conseguì il diploma di istruzione superiore e un Primo Premio presso il dipartimento di musica improvvisata.
Dottorato in musica - Ricerca e pratica (CNSMDP e Università Sorbona - Parigi IV) con una tesi sostenuta nel 2017 su "jazz sinfonico - armonia e spazialità" diretta da Jean-Marc Chouvel .
Dal 2003 insegna scrittura jazz (composizione, arrangiamento, orchestrazione) e cornici jazz workshop 3 e workshop specializzato presso il dipartimento jazz del CRD de Cachan che lei gestisce. Insegna anche scrittura jazz al Didier Lockwood Music Center (CMDL), al conservatorio municipale del 13 ° arrondissement di Parigi (CMA13) - PSPBB (Pôle Supérieur Paris-Boulogne Billancourt) e al CNSMDP nell'istruzione superiore delle professioni del suono. (SGSA).

### Percorso musicale
Nel 1998, è andata in tournée in Australia, Polinesia, Europa (festival a Düsseldorf, Milano, Palermo, Parigi, Beirut). Registrò con Bob Mintzer, realizzò progetti di scrittura e concerti al CNSM di Parigi (1996/1998) con Joe Lovano, Walt Weiskopf, Kenny Wheeler . Nel 1999, ha girato l'Europa con la Swinging Europe Orchestra .
L'abbiamo vista esibirsi al fianco di personalità come Sara Lazarus, Didier Lockwood, Henri Texier, Kenny Wheeler, Michel Portal, Essiet O. Essiet, e in grandi gruppi come la big band di François Laudet (tour con il cantante Robin McKelle), the Nine Spirit di Raphaël Imbert, la Big Band di Pepper Pills.
Nel 2000 fondò il suo primo quintetto con Stéphane Belmondo, Denis Leloup, Gilles Naturel e Manhu Roche, con i quali registrò il suo primo album : Qualcosa da cambiare . Iniziò ad insegnare arrangiamento anche all'IACP (ex "Istituto di percezione della cultura dell'arte" a Parigi) e piano-jazz alla scuola di musica comunale di Montrouge e Sarcelles fino al 2003.
Le sue origini tahitiane l'hanno portata ad interessarsi ad altre tendenze musicali, su cui ha lavorato insieme a musicisti e percussionisti africani e caraibici come Gino Sitson, Serge Marne, Éric Vinceno e Cheikh Tidiane Fall.
È chiamata da vari gruppi per le sue qualità di arrangiatore. Nel novembre 2004, alla Maison de Radio France, compose e arrangiò Oltremare con l'orchestra sinfonica della radio olandese, la Metropole Orchestra , diretto da Vince Mendoza. Nel 2005 orchestrò la musica originale di Ludovic Bource e diresse il Metropole Orkest per il film Agente speciale 117 al servizio della Repubblica - Missione Cairo .
Nel 2007, ricevette un ordine di cento minuti di musica originale per la grande band della WDR (radio pubblica tedesca), che avrebbe diretto per una serie di concerti in Germania . Organizzò e orchestrò due brani per oboe con l'orchestra nazionale dell'Île-de-France, su composizioni originali di Jean-Luc Fillon .
Nel 2008, Carine Bonnefoy riformò il suo quintetto (Stéphane Belmondo (tp), Denis Leloup (tb), Gilles Natural (b), André Charlier (d)) e lanciò un nuovo progetto con Benoît Sourisse (p) e André Charlier, Claude Égea (tp), Damien Verherve (tb).
Nel 2015 creò Trombonissime, composizioni e direzione d' orchestra dell'Orchestra Filarmonica di Strasburgo.

## Distinzioni
- 2005   : Selezione Djangodor per l'album nel quintetto Something To Change
- 2007   : Djangodor - Premio SACEM per la creazione dell'album Outre-Terres
- 2009   : l'album Regência: Vince Mendoza    riceve i Latin Grammy Awards nella categoria Best MPB (Musica Popular Brasileira) ed è nominato nella categoria del miglior album dell'anno ( Latin Grammy Award per l'album dell'anno ). Il titolo Arlequim Desconhecido per il quale ha scritto l'accordo è selezionato nella categoria Registrazione dell'anno (Latin Grammy Award for Record of the Year) .

## Discografia
- 2004   : Something To Change, Cristal Records, Abeille (fff Télérama, 4 stelle Jazzman)
- 2007   : Outre-Terres / Overlands (feat. The Metropole Orchestra diretta da Vince Mendoza), Cristal Records, Abeille
- 2010   : Tribal - New Large Ensemble, Etcetera NOW!, Codaex ( ffff Télérama)
- 2015   : The Hiding Place, Label Gaia - Trio con Julie Saury e Felipe Cabrera
- 2018   : Today is Tomorrow - Music for Large Ensemble (MusicBoxPublishing)

### Come un sideman e / o arrangiatore
- 2001   : Meditazione in un cratere, Nove spiriti di Raphaël Imbert
- 2005   : DJ Killers, Pepper Pills Big Band
- 2006   : Midnight Rendez-vous, Yves Carini (Nocturne)
- 2008   : ECHOES, Christophe Leloil Sextet (serie Ajmi)
- 2010: Inner Dance, Laura Littardi
- 2013: Linea 4, Christophe Leloil